# Cavalo-Marinho (folguedo)
O Cavalo-Marinho é um folguedo cênico brasileiro, típico dos estados da Paraíba e de Pernambuco.

## Características
O auto integra o ciclo de festejos natalinos e o término se dá com dia de Reis que presta homenagem aos Reis Magos. As apresentações se processam ao som da orquestra conhecida como banco, composta de rabeca, ganzá, pandeiro, bage de taboca e zabumbas.O folguedo possui 76 personagens (figuras), divididas em três categorias: humanas, fantásticas e animais. Entre as humanas estão o Capitão, Mateus, Bastião, Mestre Ambrósio, Soldado da Guarita, Mané do Baile, Valentão, Pisa Pilão e Barre Rua. Nas fantásticas estão Caboclo de Urubá, Parece mas não é, Morte, Diabo, Babau, Jaraguá. E os animais são Boi, Ema, Cavalo, Macaco, Onça e Burra. Uma apresentação com todas as figuras pode ter duração de oito horas seguidas. Acontecem entre julho e janeiro, com destaque para os dias de natal, ano-novo e dia de reis. No decorrer da apresentação, os brincantes - tradicionalmente todos homens - assumem diferentes papéis, mediante a troca de roupa ou de máscara, com exceção dos negros Bastião e Mateus, que permanecem os mesmos durante todo o espetáculo. O auto]reúne encenações, coreografias, improvisos e toadas, além de uma série de danças tradicionais, tais como o coco, o mergulhão e a dança de São Gonçalo.
O espetáculo é narrado através da linguagem falada, da declamação de loas e toadas - como são conhecidas as estrofes poéticas que integram o enredo. Os personagens, de modo geral, interagem com o público presente, sobretudo Mateus e Bastião, que, constantes em todos os atos, tecem comentários satíricos sobre a apresentação em si, sobre os indivíduos do público, ou sobre quaisquer outros assuntos. Assemelha-se ao reisado, ao bumba-meu-boi e a outros folguedos brasileiros, bem como certas manifestações populares cênicas de Portugal, como o boi fingido e a nau-catarineta. Os brincantes, na execução do festejo, dão vivas a Jesus, à Virgem Maria, a São Gonçalo e aos santos de devoção do dono da casa onde se processa a apresentação. A essas manifestações de religiosidade católica agregam-se os pontos em honra à Jurema, entoados pelo Caboclo, e certos elementos do Xangô do Nordeste.
Os personagens do auto refletem a sociedade colonial da Zona da Mata Nordestina: Mateus e Bastião, que trazem o rosto pintado de preto, representam a forte presença negra na agropecuária açucareira; o capitão, montado em seu cavalo, representa o grande latifundiário, dono do engenho; o soldado, subserviente ao capitão, é o elemento opressor a serviço do poder político; os galantes e as damas aludem à faustosa aristocracia que se desenvolveu em torno da cultura da cana. Outros personagens incluem o Caboclo - entidade catimbozeira que canta hinos em homenagem à Jurema -, o boi, a Catirina, esposa simultânea de Mateus e Sebastião, o Ambrósio, o Empata-samba, o Matuto da Goma, a Véia do bambu, cada personagem possui uma história diferente narrada em sua passagem pela roda do samba.

## Musicalidade
O grupo de músicos que acompanha a brincadeira do inicio ao fim é conhecido como banco, bancada ou orquestra (a primeira expressão é mais comum em Pernambuco, as duas últimas são muito usadas na Paraíba). Eles tocam os instrumentos e cantam as toadas. Além de cantar eles também são participantes dos momentos dramáticos, interagindo com as figuras. Eles  podem fazer isso sentados, respondendo as figuras da roda, ou se levantando e indo ao centro da roda, mas em grupo. O mínimo de participantes admitidos para se brincar são quatro, porem não há limite de integrantes. A formação mínima consiste de um rabequista, um bagista, um panderista e um mineirista. Eles sentam em um longo banco de madeira e, provavelmente, daí que veio o nome deles. Sempre há o que puxa as toadas (TOADEIROs), que é o responsável pela estrofe, e os que acompanham, respondendo os versos ou os repetindo. O que puxa as toadas é o que tem liberdade para improvisar.
No estado da Paraíba, a formação da bancada pode variar conforme o grupo, no Cavalo Marinho Infantil Sementes do Mestre João do Boi (João Pessoa/PB), um dos mais ativos do estado e comandado pela mestra Tina, usa-se o pandeiro, o reco-reco, o triângulo e o ganzá, atualmente é muito difícil o grupo se apresentar com a rabeca em razão da falta de rabequeiros na região, já tendo sido usado em seu lugar, o bandolim e o banjo, instrumentos tocados pelo conhecido mestre Maciel da lapinha de Mandacaru.

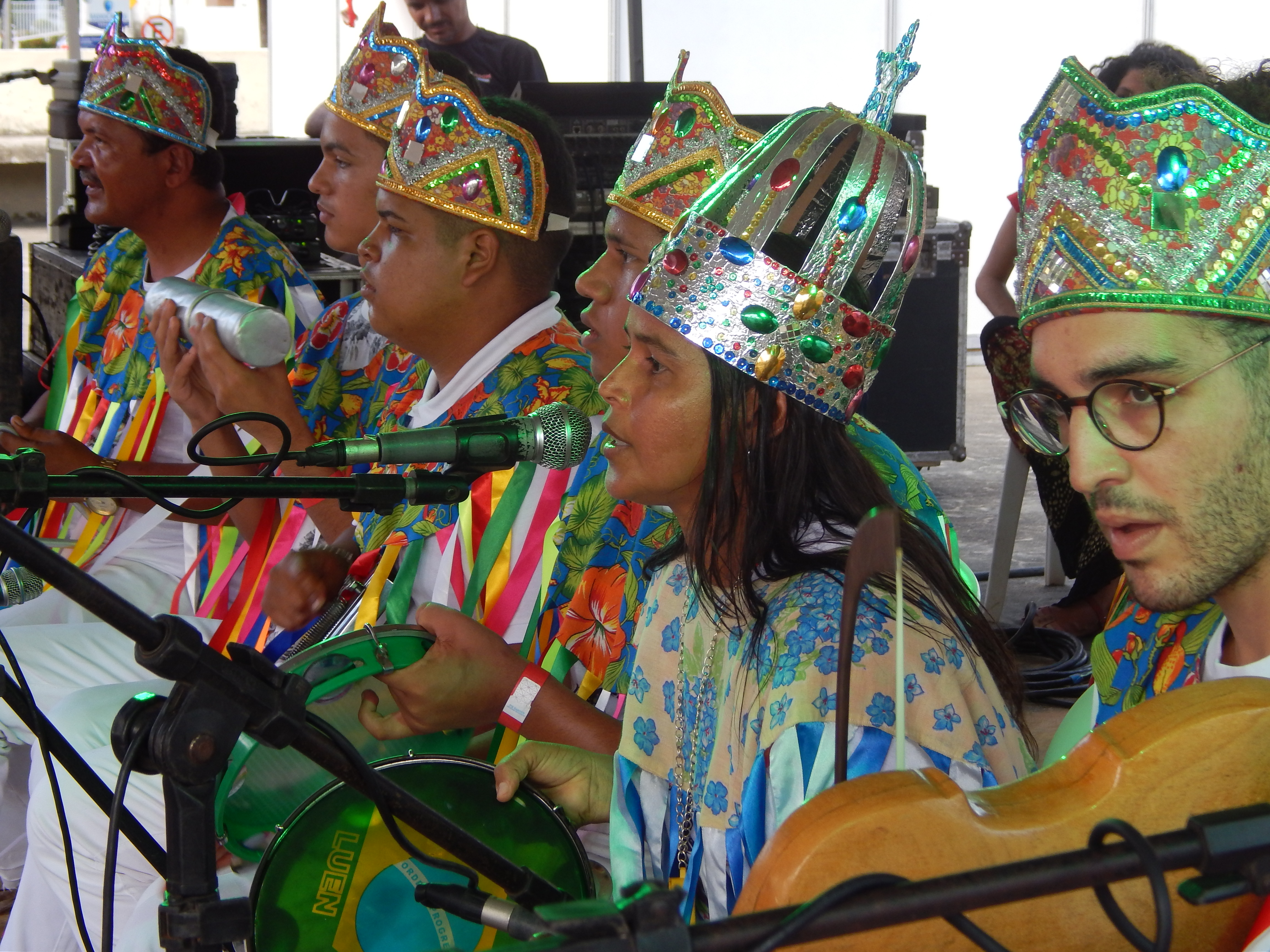
Bancada do Cavalo Marinho Infantil Sementes do Mestre João do Boi durante apresentação no Espaço Cultural José Lins do Rêgo, em João Pessoa/PB, Mestra Tina no pandeiro comandado a brincadeira. (08/12/2019).

## Personagens
Capitão Marinho: arquétipo do chefe político local ou proprietário de terras. Apresenta-se, em geral, de terno e chapéu branco, embora outras indumentárias possam ser utilizadas. Vem montado no Cavalo-Marinho, de onde advém o nome do folguedo, embora também apresente-se a pé, em certos momentos do auto.
Bastião e Mateu: negros bufões que dividem a mesma mulher, Catirina. São presença constante em diversos folguedos brasileiros, como o maracatu rural, reisado e bumba-meu-boi. Trajam um chapéu cônico coberto de fitas coloridas, blusas estampadas com motivos florais e cores berrantes e uma grossa armação feita de palhas de bananeiras ao redor dos quadris. Tal ornamento de palhas, aliás, é recorrente em outras manifestações teatrais populares do Nordeste brasileiro, a exemplo do auto do Nego Fugido, da cidade baiana de Santo Amaro, e seria uma reminiscência da camuflagem usada pelos escravos na fuga do cativeiro.  Apresentam-se com os rostos pintados de preto.
Galantes e Damas: figuras aristocráticas convidadas ao baile pelo Capitão Marinho. Seus trajes são ricamente decorados com fitas e espelhos e exibem amplas cabeleiras. Ao se apresentarem no auto, portam arcos decorados e executam a dança das fitas, folguedo de origem européia que representa a hierarquia racial presente na sociedade açucareira.
Caboclo juremeiro: entidade sobrenatural que cultua a Jurema Sagrada. Apresenta-se portando cocares e cachimbos, apetrechos essenciais à prática do Catimbó, de que se utiliza para a cura do boi.

## Enredo
A trama do cavalo-marinho gravita em torno do baile, que será oferecido pelo Capitão Marinho em honra dos Santos Reis do Oriente, e para o qual foram convidados os galantes e as damas. O capitão organiza não só baile, mas também preside todo o folguedo, comanda a brincadeira através do toque do apito. Para organizar o terreiro onde ocorrerá a festa, Marinho contrata dois negros, Mateu e Bastião, personagens bufões responsáveis, em grande parte, pela comicidade do folguedo. Ambos carregam junto a si a bexiga, bexiga do boi curtida, que percutem contra o corpo para auxiliar na musicalidade em som rítmico iguais as pancadas do coração. Mateu e Bastião, entretanto, se rebelam, e passam a se dizer donos do terreiro. O capitão Marinho convoca então o Soldado da guarita, que utiliza-se da força para restabelecer a ordem no terreiro. Quando a situação parece estar normalizada, surge o Empata-samba, arquétipo do homem "valentão" que, como sugere o nome, impede a festividade de prosseguir.
A apresentação atinge o seu clímax com a chegada do capitão com seus galantes e damas, que realizam a dança dos arcos. Esta modalidade de dança coreografada apresenta visíveis semelhanças com a dança de São Gonçalo - uma espécie de baile devocional de origem portuguesa ainda praticado em diversos estados brasileiros, sobretudo no Nordeste. Os galantes, em pares ou em círculo, seguram nas pontas dos arcos de madeira enfeitados de fitas, realizando, então, coreografias, até o fim da noite a brincadeira vai recebendo figuras( personagens) cômicas e sinistras, animais encantados...etc. ao cair da madrugada no fim da brincadeira, Mateu e Bastião acabam matando o boi que é muitas vezes repartido, finalizando a brincadeiras com os cocos de despedida.
Na Paraíba, os grupos de cavalo marinho estão localizados nas cidades de Pedras de Fogo, Bayeux e João Pessoa, no entanto, tradicionalmente, a brincadeira se fez presente em uma série de cidades ao longo da região da mata paraibana, Dalvanira Gadelha descreveu grupos em várias cidades do estado, tais como Lagoa da Roça, Mari, Pilar, Pitimbu, Várzea Nova (bairro da cidade de Santa Rita) e São Miguel do Taipú. Há ainda importantes referências culturais para a história desta brincadeira em cidades como Sapé e Riachão do Poço.
Em Pernambuco os grupos de cavalo-marinho estão concentrados numa região pequena, formada basicamente pelas cidades: Condado, Aliança, Ferreiros, Camutanga, Itambé, Itaquitinga e Goiana.

## Mestres e Grupos
Cavalo-Marinho do Mestre Zé de Bibi, Mestre Zé de Bibi (Glória do Goitá - PE), onde se encontra o primeiro e único museu do Cavalo-Marinho do Brasil;
Cavalo-Marinho Estrela de Ouro, Mestre Biu Alexandre (Condado - PE);
Cavalo-Marinho Estrela Brilhante, Mestra Nice Teles (Condado - PE);
Cavalo-Marinho Estrelas do Amanhã, Mestra Nice Teles (Condado - PE);
Cavalo-Marinho Boi Pintado, Mestre Grimário (Aliança - PE);
Cavalo-Marinho Mestre Batista, Mestre Mariano Teles (Aliança - PE);
Cavalo-Marinho Estrela do Oriente, Mestre Inácio Lucindo (Camutanga - PE);
Cavalo-Marinho Boi Maneiro, Mestre Pedro Luiz (Itambé - PE);
Cavalo-Marinho Boi Brasileiro, Mestre Biu Roque (Itaquitinga - PE);
Cavalo-Marinho Boi de Ouro, Mestre João Araújo (Pedras de Fogo - PB);
Cavalo-Marinho Boi Matuto, Família Salustiano (Olinda - PE), Cavalo-Marinho Infantil Sementes do Mestre João do Boi, Mestra Tina (João Pessoa - PB). Cavalo Marinho do Mestre João Aivira (Pedras de Fogo - PB). Estrela da Paraíba Mestre Nélio Torres - (Comunidade de Bayeux Paraíba).